# Christine Englerth

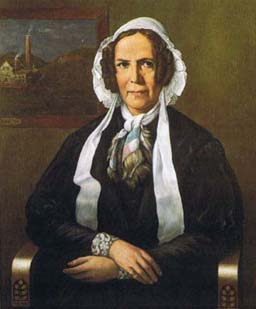
Christine Englerth

Christine Englerth, geb. Wültgens (* 14. August 1767 in Rath bei Düsseldorf; † 4. Mai 1838 in Eschweiler) war eine deutsche Unternehmerin als Eigentümerin von Steinkohle-Bergwerken im Aachener Steinkohlenrevier, aus denen später der Eschweiler Bergwerks-Verein (EBV) hervorging. 

## Leben
Christine Englerth, eine der drei Töchter des Bergwerksunternehmers Johann Peter Wültgens, heiratete 1786 den kurpfälzischen, in Jülich stationierten Hauptmann Carl Englerth. Nach dessen Ausscheiden aus dem Militärdienst zog die Familie nach Eschweiler. Nach dem Tod ihres Gatten übernahm sie 1814, nachdem sie ihre Geschwister abgefunden hatte, die alleinige Leitung des gesamten väterlichen Bergwerksbesitzes, dehnte dessen Konzessionen weiter aus und ließ ihre Kohlengruben weiter ausbauen. Am 1. April 1832 wurde für das Grubenfeld Atsch und seine stark gestreuten Belehnungsanteile eine Sociation civile zum Bau einer Bergwerksanlage gegründet, und Christine Englerth mit 62/72 und der Grobschmied Johann Rüben mit 10/72 waren ihre Eigner. Im September 1834 erfolgte eine Neufestsetzung auf 9/10 bzw. 1/10. Sie kam letztendlich in den Alleinbesitz des gesamten Eschweiler und Weisweiler Kohlbergs und der bis dahin nur gepachteten herrschaftlichen Herrenkunst.
Am 2. August 1834 schloss sie mit ihren zehn Kindern einen Vertrag ab, welcher den EBV als erste preußische und deutsche Bergbau-Aktiengesellschaft gründete. Der Vertrag teilte den Besitz des EBV in 200 Aktien auf und trat erst nach ihrem Tod in Kraft. So verhinderte sie eine Zersplitterung ihres Lebenswerks. „Sie haben Courage, Mevrouw Englerth!“ soll der beteiligte Eschweiler Notar Kaspar Friedrich Voßen ihr gesagt haben. 1838 starb sie an einem Schlaganfall, ohne eine sogenannte authentische Erklärung zur Vertragsausführung abgegeben zu haben. Am 19. Mai, zwei Wochen später, tagte somit die erste Generalversammlung des EBV unter Vorsitz ihres ältesten Sohnes Wilhelm und unter Beteiligung aller Kinder und Erben. 
Bei dieser ersten Generalversammlung protokollierte der Verwaltungsrat, zu dessen Präsidenten ihr drittältester Sohn Friedrich gewählt wurde:

„So setzte Christine Englerth die ganze Provinz in Bewunderung ihrer Eigenschaften und legte uns, den Erben von den Früchten ihres Fleißes, die heilige Pflicht auf, ihrem Vorbilde nachzustreben, um ein Werk weiter auszubilden, das dem Lande eines der ersten Bedürfnisse, tausend Familien Arbeit und Brot und uns einen Wohlstand gewährt, den wir dankbar, mildtätig und in Fleiß genießen wollen. Eintracht sei unsere Losung! Dann wird der Gruß "Glück auf" seine glückliche Erfüllung behalten.“

Die Familie Englerth bestand aus zwölf erbberechtigten Kindern. Sie erhielten je zwei Aktien als Erbteil, und die restlichen Anteile wurden an Beteiligte oder Fremde veräußert.
In Alsdorf, Aldenhoven, Baesweiler, Eschweiler, Herzogenrath und Recklinghausen gibt es nach Christine Englerth benannte Straßen.